# Портрет Ганса Тухера
«Портрет Ганса Тухера» — картина німецького художника Альбрехта Дюрера, намальована 1499 року. Картина зберігається в Веймарському палаці.

## Історія
Під час відвідин Нюрнберга 1496 року Фрідріх III Мудрий звернувся до Дюрера з проханням зобразити його на портреті. Після такого поважного замовлення чимало аристократів також побажали мати власний портрет пензля Дюрера. Родина Тухер, яка належала до найзаможніших аристократичних родин Нюрнберга, також зробила замовлення в уславленого художника. 1499 року Дюрер створив два диптихи, зобразивши на портретах подружжя Ніколауса та Елізабет Тухерів, а також подружжя Ганса та Феліцітас Тухерів. Портрет-диптих Ганса та Феліцітас Тухер зберігається у Замковому музеї у Ваймарі. Тоді як портрет Елізабет Тухер зберігається в Кассельській картинній галереї. Друга частина диптиха — портрет чоловіка Елізабет, Ніколауса Тухера вважається втраченим.

## Галерея

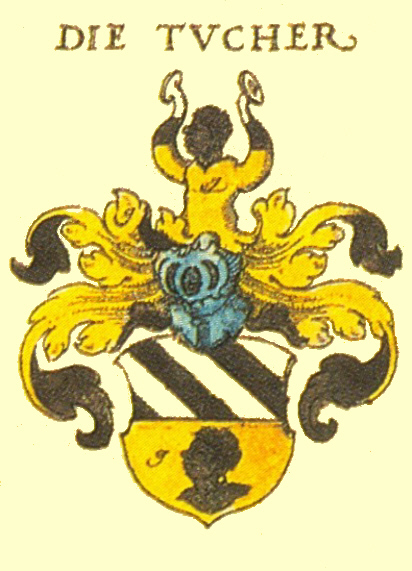
Герб родини Тухер
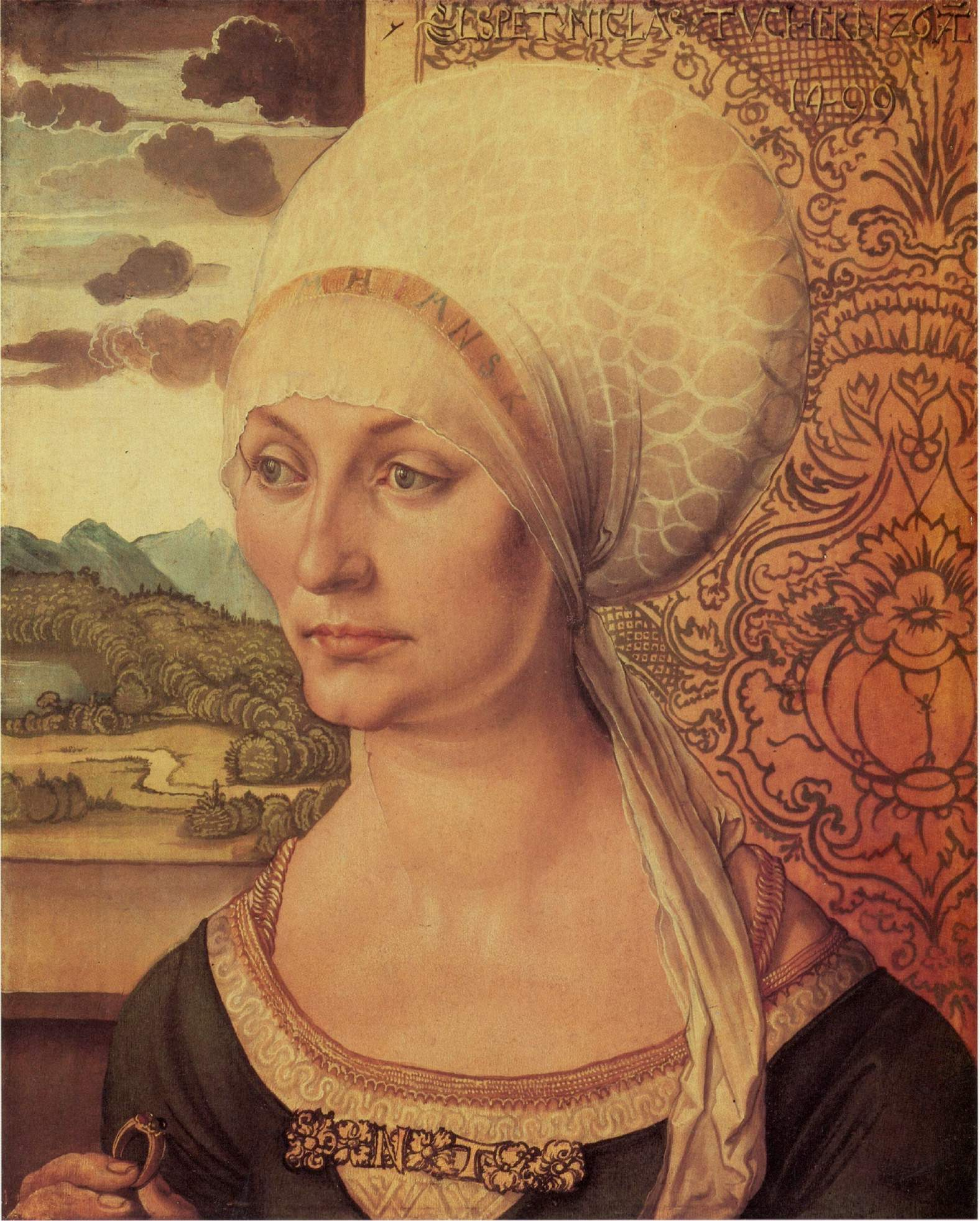
Портрет Елізабет Тухер
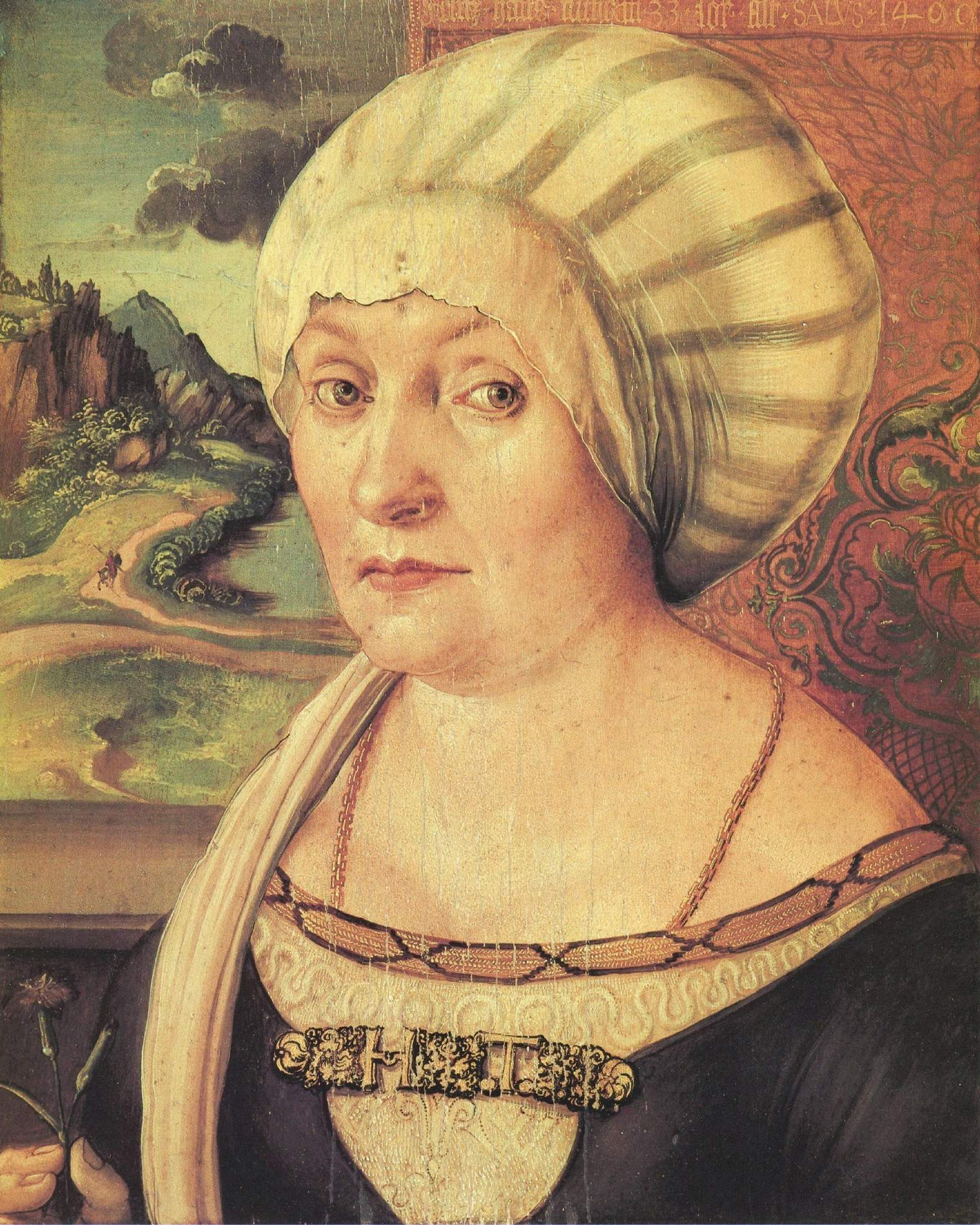
Портрет Феліцітас Тухер